# Jackiella brunnea
Jackiella brunnea là một loài rêu tản trong họ Jackiellaceae. Loài này được (Horik.) S. Hatt. miêu tả khoa học lần đầu tiên năm 1944.